# Georges Seure
Georges Marie Emmanuel Seure est un archéologue, helléniste et professeur d'université né à Paris le 2 novembre 1873, où il est mort le 3 janvier 1944.

## Biographie
Georges Seure a été reçu à l'École normale supérieure en 1894. Il est reçu 8e à l'agrégation de lettres en 1897. En 1897, à sa sortie de l'école normale, il est envoyé à l'École française d'Athènes où il fait un séjour de trois années. Il rentre ensuite en France où il est enseignant, d'abord à Paris, en suppléance au lycée Carnot, puis à Bordeaux. Pendant cette période, il supplée pendant deux ans Pierre Paris à la Faculté de Bordeaux. De 1903 à 1910 il a enseigné à Chartres. Sa situation de fortune lui a permis de quitter l'enseignement en obtenant un congé en 1910, rompu entre 1916 et 1919 pour de revenir enseigner au lycée Saint-Louis. Il a fait une mission en 1910 à Silivri, l'antique Sélymbria.
Au commencement de ses années de mission en Orient, il va entreprendre un voyage en Thrace qui a orienté ses recherches archéologiques. Il y a reconnu un domaine encore peu exploré par les linguistes et les archéologues. Il y a fait des fouilles, des prospections et a visité les récents musées ouverts dans les Balkans. Il a commencé l'exploration des tombès de la Grèce du nord avec la collaboration bénévole du consul Alexandre Degrand. Il a alors publié des articles dans le Bulletin de correspondance hellénique entre 1898 et 1908. En 1907 et 1908, il a publié une étude sur la ville de Nicopolis ad Istrum dans la Revue archéologique. Il a ensuite rédigé une chronique consacrée à l'archéologie thrace dans la Revue archéologique entre 1911 et 1929. Il abandonne la recherche purement archéologique pour s'intéresser aux nouvelles inscriptions publiées dans les Balkans. Il a commenté la collection Anastase Stamoulis en 1912 qui l'a conduit à s'intéresser pour le type iconographique du « cavalier thrace ». Il oriente son travaille vers l'onomastique thrace n étudiant les noms déjà connus ou nouveaux qui sont cités dans les revues. À partir de ces recherches, il a constitué un important lexique de noms thraces, Lexique d’Onomastique Thrace, dont le manuscrit a été donné à l'Académie des inscriptions et belles-lettres par sa veuve, en 1946, conservé à la Bibliothèque de l’Institut de France, sous la côte Ms 6065-6067. Certaines de ses avis sur la Thrace antique ont été critiquées par Paul Perdrizet.
Vers 1930, il rencontre Charles Vellay qui se consacrait à la topographie troyenne en comparant le texte d'Homère avec les résultats des fouilles d'Heinrich Schliemann à Hissarlık. Dans la controverse sur le site de Troie-Hissarlık, il va prendre parti dans le camp des sceptiques et publier une série d'articles du Journal des savants, en 1931-1932, repris dans le livre À la recherche d'Ithaque et de Troie édité en 1933 chez G. Geuthner.

## Publications

### Livres
- sous la direction de Hector d'Espouy, notices archéologiques de Georges Seure, Monuments antiques. Relevés et restaurés Par les Architectes pensionnaires de l'Académie de France à Rome, coll. « Publication de l'Institut de France », Paris, Librairie générale de l'architecture et des arts décoratifs. Ch. Massin, 1910-1923, 3 vol. Volume 1 : Monuments antiques de la Grèce et des Pays Grecs, Volume 2 : Monuments antiques de Rome, Volume 3 : Monuments antiques de l'Italie et des provinces romaines, compte-rendu par René Cagnat, « Monuments antiques relevés et restaurés par les architectes pensionnaires de l'Académie de France à Rome », Journal des Savants, no 11,‎ 1911, p. 523-524 (lire en ligne)
- À la recherche d'Ithaque et de Troie, Paris, G. Geuthner, 1933, 124 p. et deux cartes, compte-rendu par Charles Picard, « Seure (G.). À la recherche d'Ithaque et de Troie », Revue des Études Grecques, t. 48, no 225,‎ 1935, p. 338-341 (lire en ligne)

### Articles dans leBulletin de correspondance hellénique
- « Voyage en Thrace : l'emporium romain de Pizos », Bulletin de correspondance hellénique, vol. 22,‎ 1898, p. 472-491 (lire en ligne)
- « Le théâtre de Périnthe Héraclée », Bulletin de correspondance hellénique, vol. 22,‎ 1898, p. 593-598 (lire en ligne)
- « Bas-relief funéraire de style attique du musée de Tchinily-kiosk », Bulletin de correspondance hellénique, vol. 23,‎ 1899, p. 615-617 (lire en ligne)
- « Inscriptions de Thrace I- Le territoire continental des Dieux de Samothrace. II-Inscriptions recueillies sur le côte thrace de la mer de Marmara », Bulletin de correspondance hellénique, vol. 24,‎ 1900, p. 147-169 (lire en ligne)
- « Borne du territoire continental des dieux de Samothrace », Bulletin de correspondance hellénique, vol. 24,‎ 1900, p. 574 (lire en ligne)
- « Voyage en Thrace : Établissements scythiques dans la Thrace; tumuli et chars thraco-scythes », Bulletin de correspondance hellénique, vol. 25,‎ 1901, p. 156-220 (lire en ligne)
- « Voyage en Thrace : inscriptions funéraires », Bulletin de correspondance hellénique, vol. 25,‎ 1901, p. 308-324 (lire en ligne)
- « Un char thraco-macédonien », Bulletin de correspondance hellénique, vol. 28,‎ 1904, p. 210-237 (lire en ligne)
- avec Jules Alexandre Degrand, « Exploration de quelques tells de la Thrace », Bulletin de correspondance hellénique, vol. 30,‎ 1906, p. 359-432 (lire en ligne)
- « Antiquités thraces de la Propontide, collection Stamoulis », Bulletin de correspondance hellénique, vol. 36,‎ 1912, p. 534-641 (lire en ligne)
- « Chars thraces », Bulletin de correspondance hellénique, vol. 49,‎ 1925, p. 347-437 (lire en ligne)

### Articles dans laRevue archéologique
- « Notes d'archéologie russe. IX- Tumuli et poteries de l'âge du bronze en Géorgie », Revue archéologique, 3e série, t. 40,‎ 1902, p. 62-78 (lire en ligne)
- « Nicopolis ad Istrum, étude historique et épigraphique », Revue archéologique, 4e série, t. 10,‎ juillet-décembre 1907, p. 257-276, 413-428, planche XV (lire en ligne) 4e série, t. 12, juillet-décembre 1908, p. 33-95
- « Archéologie Thrace. Documents inédits ou peu connus », Revue archéologique, 4e série, t. 10,‎ juillet-décembre 1911, p. 301-316, 423-449 (lire en ligne)

### Articles dans laRevue des études anciennes
- « Les derniers souverains thraces ; Rhœmétalcès et Pythodoris », Revue des études anciennes, 4e série, t. VI, no 3,‎ 1904, p. 212-218 (lire en ligne)
- « Étude sur quelques types curieux du cavalier thrace », Revue des études anciennes, 4e série, t. XIV, no 2,‎ 1912, p. 137-166 (lire en ligne), 4e série, t. XIV, no 3, 1912, p. 239-261 (lire en ligne), 4e série, t. XIV, no 4, 1912, p. 382-390 (lire en ligne)
- « Connaîtrions-nous, enfin, un texte en langue thrace ? », Revue des études anciennes, 4e série, t. XXII, no 1,‎ 1920, p. 1-21 (lire en ligne),
- « Musée de Belgrade : reliefs votifs inédits ou disparus », Revue des études anciennes, 4e série, t. XXV, no 4,‎ 1923, p. 305-329 (lire en ligne), 4e série, t. XXVI, 1924, p. 30-67 (lire en ligne)
- « Les impromptus touristiques aux tombeaux des rois », Revue des études anciennes, 4e série, t. XXIX, no 4,‎ 1927, p. 341-346 (lire en ligne)

### Articles dans laRevue de philologie, de littérature et d'histoire anciennes
- « Le roi Rhésos et le Héros Chasseur (Études sur quelques types curieux du cavalier thrace) », Revue de philologie, de littérature et d'histoire anciennes, 3e série, t. II,‎ 1928, p. 106-139 (lire en ligne), compte-rendu par Charles Picard, « G. Seure. Le roi Rhésos et le Héros Chasseur (Études sur quelques types curieux du cavalier thrace) », Revue des Études Grecques, t. 43, no 199,‎ 1930, p. 137 (lire en ligne)
- avec Charles Des Anges, « La volière de Varron », Revue de philologie, de littérature et d'histoire anciennes, t. VI,‎ 1932, p. 217-229 (lire en ligne)

### Articles dans laRevue des études grecques
- « Les images thraces de Zeus Kéraunos : ΖΒΕΛΣΟΥΡΔΟΣ, ΓΕΒΕΛΕΙΖΙΣ, ΖΑΛΜΟΞΙΣ », Revue des Études Grecques, t. 26, no 113,‎ 1913, p. 225-261 (lire en ligne)
- « ΝΕΟΣ ΗΡΩΣ, ΚΟΥΡΟΣ ΗΡΩΣ », Revue des Études Grecques, t. 42, no 197,‎ 1929, p. 241-254 (lire en ligne)

### Articles dans leJournal des savants
- « À la recherche d'Ithaque et de Troie. Premier article », Journal des savants, no 5,‎ mai 1931, p. 207-225 (lire en ligne), 2e article, Août-septembre 1931, no 8, p. 337-360, 3e article, novembre 1931, no 9, p. 400-421, 4e article, mars 1932, no 3, p. 105-121, 5e article, mai 1932, no 5, p. 210-222, 6e article, juillet 1932, no 7, p. 315-325, 7e article, août-octobre 1932, no 8, p. 358-368, dernier article, décembre 1932, no 10, p. 452-462
- « Controverses autour de Troie », Hournal des savants, no 2,‎ mars-avril 1934, p. 80-85 (lire en ligne)

### Articles dans laRevue pédagogique
- « L'enseignement primaire en Bulgarie », Revue pédagogique, t. 44, no 1,‎ 1904, p. 61-82 (lire en ligne)
- « Une excursion universitaire en Grèce », Revue pédagogique, t. 47, no 2,‎ 1905, p. 147-162 (lire en ligne)